# チルダ
チルダ（tilde）は、ダイアクリティカルマーク（発音区別符号）の一種で、記号「~」のこと。チルド、波線符号（はせんふごう）ともいい、鼻音に関する音をあらわす。もともと、字母の上に N を小さく書いたことから生じた記号である。
英語ではティルダ（tilde）、スペイン語ではティルデ（tilde）、ポルトガル語ではティウ（til）という。
また、単独で用いられるチルダ（freestanding tilde）は、例えば数学においては漸近的に等しいことや相似を表す記号として、UNIX系オペレーティングシステム上ではホームディレクトリを示す記号などとして用いられる。

## 各言語における用法
スペイン語、バスク語など
ñ は硬口蓋鼻音 /ɲ/ を表す。
ポルトガル語
ã, õ は鼻母音を表す。
エストニア語、ヴォロ語
õ は非円唇後舌半狭母音[ɤ]を表す。
グリーンランド語
1973年以前の旧正書法には ã, ĩ, ũ があり、母音が長く、かつ後続する子音が長子音であることを示していた。現在は母音字と後続する子音字を重ねることで表す。
クリミア・タタール語
ñ は 軟口蓋鼻音 /ŋ/ を表す。
リトアニア語
正書法上は使用しない。辞書や学習書・研究書等において上昇調のアクセントを持つ長い音節を表すのに用いられる。母音のほか l, m, n, r の上にもつけられる。また、アクセント記号なしではあいまいになる語を区別する目的でも使用される（具体例: giñti 〈（動物を）追い立てる〉）。
ラトビア語
正書法上は使用しない。平板調の声調を表す声調記号として学術書で用いられる。
ベトナム語
ガーという声調を表す。ã, ẫ, ẵ, ẽ, ễ, ĩ, õ, ỗ, ỡ, ũ, ữ, ỹ がある。
グアラニー語
ã, ẽ, ĩ, õ. ũ, ỹが鼻音を用いる単語の強勢部分を示す他、g̃ が軟口蓋鼻音 /ŋ/ を、ñ が硬口蓋鼻音 /ɲ/ をそれぞれ表す。

## 音声記号
国際音声記号の補助記号として使われる。
- 母音の上部に付されると、母音の「鼻音化」をあらわす。
- 文字の下部に付されると、きしみ声をあらわす。
- 文字に重ねると、軟口蓋化または咽頭化をあらわす。

## その他の用法
- アヴェスター語の翻字で t の下にチルダをつけた t̰ という字を使用する。
- 1897年、イタリアの数学者ジュゼッペ・ペアノは、チルダを使って否定を表すことを始めた。~pは「非p[pではない]」と読まれる。pの方は命題を表している[1]。

## 単独に用いられるチルダ
単独で用いられるチルダ (freestanding tilde) は、数学においては関数等が漸近的に等しいことや図形の相似を表す記号などとして使われる。
- 「漸近的に等しい」例：{\displaystyle n^{2}+1\sim n^{2}\quad (n\to \infty )}
- 「確率変数が特定の確率分布に従う」例：{\displaystyle {\boldsymbol {w}}_{k}\sim {\mathcal {N}}({\boldsymbol {0}},Q_{k})}

また、X-SAMPAにあっては鼻音化を表す記号として使われている。

### コンピュータ
単独のチルダはASCIIに含まれ、キーボードから容易に入力できることから、コンピュータ上においては非常に頻繁に使われる。また、多くのプログラム言語などで特定の役割を与えられている。以下はその例。
- UNIX系オペレーティングシステムでは、チルダはホームディレクトリを表す文字として用いられる（“~”単体で自身のホームディレクトリ、“~ユーザ名”でそのユーザのホームディレクトリ）。また、URLではしばしばユーザ別ホームディレクトリを表す記号として用いられる（例: http://www.example.com/~username/）。
- C言語、およびそれに影響を受けた言語の多くでは、ビットごとのNOTを取る単項演算子として定義されている。
- C++では、クラス名の頭に付けることでデストラクタを表す。
- D言語では、クラス内で ~this と表記することでC++と同様デストラクタを表し、2つの配列を ~ で繋ぐと配列を連結する働きを持っている[3]。
- awk、Perl、Rubyなどいくつかの言語においては、正規表現マッチングを行う =~ 演算子（awk では ~）と、その否定として !~ 演算子が用意されている。

なお、コンピューター上におけるこの文字の字形は、ダイアクリティカルマークとしての伝統に則って上方に寄せてデザインされている場合と、ハイフンなどと同様に中央の高さにデザインされている場合とがある。また、上に寄せた場合には波打たない直線の形にデザインされるものもある。

## 符号位置
チルダとされるUnicode上の文字および文字参照は次の通り。
| 記号 | Unicode | JIS X 0213 | 文字参照               | 名称                                                                         |
| ---- | ------- | ---------- | ---------------------- | ---------------------------------------------------------------------------- |
| ~    | U+007E  | 1-2-18     | &#x7E; &#126;          | チルド TILDE                                                                 |
| ˜    | U+02DC  | -          | &tilde; &#x2DC; &#732; | SMALL TILDE                                                                  |
| ˷    | U+02F7  | -          | &#x2F7; &#759;         | LOW TILDE                                                                    |
| ̃     | U+0303  | 1-11-93    | &#x303; &#771;         | チルド(合成可能), 鼻音化 COMBINING TILDE                                     |
| ̰     | U+0330  | 1-11-83    | &#x330; &#816;         | 下チルド(合成可能), きしみ音 COMBINING TILDE BELOW                           |
| ̴     | U+0334  | 1-11-85    | &#x334; &#820;         | チルドオーバーレイ(合成可能), 軟口蓋化あるいは咽頭化 COMBINING TILDE OVERLAY |
| ∼    | U+223C  | -          | &sim; &#x223C; &#8764; | TILDE OPERATOR                                                               |

| 大文字 | Unicode | JIS X 0213 | 文字参照               | 小文字 | Unicode | JIS X 0213 | 文字参照               | 備考                                       |
| ------ | ------- | ---------- | ---------------------- | ------ | ------- | ---------- | ---------------------- | ------------------------------------------ |
| Ã      | U+00C3  | 1-9-26     | &Atilde; &#xC3; &#195; | ã      | U+00E3  | 1-9-57     | &atilde; &#xE3; &#227; | ポルトガル語、グリーンランド語、ベトナム語 |
| Ẫ      | U+1EAA  | -          | &#x1EAA; &#7850;       | ẫ      | U+1EAB  | -          | &#x1EAB; &#7851;       | ベトナム語                                 |
| Ẵ      | U+1EB4  | -          | &#x1EB4; &#7860;       | ẵ      | U+1EB5  | -          | &#x1EB5; &#7861;       | ベトナム語                                 |
| Ẽ      | U+1EBC  | -          | &#x1EBC; &#7868;       | ẽ      | U+1EBD  | -          | &#x1EBD; &#7869;       | ベトナム語                                 |
| Ễ      | U+1EC4  | -          | &#x1EC4; &#7876;       | ễ      | U+1EC5  | -          | &#x1EC5; &#7877;       | ベトナム語                                 |
| Ĩ      | U+0128  | -          | &#x128; &#296;         | ĩ      | U+0129  | -          | &#x129; &#297;         | グリーンランド語、ベトナム語               |
| Ɫ      | U+2C62  | -          | &#x2C62; &#11362;      | ɫ      | U+026B  | 1-10-84    | &#x26B; &#619;         | 国際音声記号                               |
| Ñ      | U+00D1  | 1-9-40     | &Ntilde; &#xD1; &#209; | ñ      | U+00F1  | 1-9-71     | &ntilde; &#xF1; &#241; | スペイン語など多数                         |
| Õ      | U+00D5  | 1-9-44     | &Otilde; &#xD5; &#213; | õ      | U+00F5  | 1-9-75     | &otilde; &#xF5; &#245; | ポルトガル語、ベトナム語、エストニア語     |
| Ỗ      | U+1ED6  | -          | &#x1ED6; &#7894;       | ỗ      | U+1ED7  | -          | &#x1ED7; &#7895;       | ベトナム語                                 |
| Ỡ      | U+1EE0  | -          | &#x1EE0; &#7904;       | ỡ      | U+1EE1  | -          | &#x1EE1; &#7905;       | ベトナム語                                 |
| Ȭ      | U+022C  | -          | &#x22C; &#556;         | ȭ      | U+022D  | -          | &#x22D; &#557;         |                                            |
| Ṍ      | U+1E4C  | -          | &#x1E4C; &#7756;       | ṍ      | U+1E4D  | -          | &#x1E4D; &#7757;       |                                            |
| Ṏ      | U+1E4E  | -          | &#x1E4E; &#7758;       | ṏ      | U+1E4F  | -          | &#x1E4F; &#7759;       |                                            |
| Ũ      | U+0168  | -          | &#x168; &#360;         | ũ      | U+0169  | -          | &#x169; &#361;         | グリーンランド語、ベトナム語               |
| Ữ      | U+1EEE  | -          | &#x1EEE; &#7918;       | ữ      | U+1EEF  | -          | &#x1EEF; &#7919;       | ベトナム語                                 |
| Ṹ      | U+1E78  | -          | &#x1E78; &#7800;       | ṹ      | U+1E79  | -          | &#x1E79; &#7801;       |                                            |
| Ṽ      | U+1E7C  | -          | &#x1E7C; &#7804;       | ṽ      | U+1E7D  | -          | &#x1E7D; &#7805;       |                                            |
| Ỹ      | U+1EF8  | -          | &#x1EF8; &#7928;       | ỹ      | U+1EF9  | -          | &#x1EF9; &#7929;       | ベトナム語                                 |

### 全角チルダ
この文字の全角 (fullwidth tilde) は「～」であり、UnicodeにおけるコードはU+FF5Eである。
- この文字は波ダッシュ「〜」（すなわち範囲などを表す「波線」）と字形が似ているが、UnicodeやJIS X 0213では別の文字である。
- Windows OSでは波ダッシュの代用として全角チルダを用い、混乱の元となっている。
- SNS等では上記の件から非推奨であり、特にXでは全角チルダまたは波ダッシュで単語を囲みつつ単語の最後に全角チルダまたは波ダッシュがくる場合、検索に反映されない致命的なエラーが発生する。（例 #〜○○〜、#○○〜○○〜）

| 記号 | Unicode | JIS X 0213 | 文字参照          | 名称                       |
| ---- | ------- | ---------- | ----------------- | -------------------------- |
| ～   | U+FF5E  | 1-2-18     | &#xFF5E; &#65374; | fullwidth tilde 全角チルダ |
| 〜   | U+301C  | 1-1-33     | &#x301C; &#12316; | wave dash 波ダッシュ       |